# Aleiròdids
Els aleiròdids (Aleyrodidae) són una família d'insectes hemípters del subordre dels esternorrincs, l'única de la superfamília Aleyrodoidea. Inclou les mosques blanques que, malgrat el seu nom, no estan relacionats amb les veritables mosques (dípters). Són de mida petita i algunes espècies poden arribar a produir episodis de plaga per a l'agricultura, ja que aquests insectes s'alimenten picant el revers de les fulles i succionant la saba. Se n'han descrit més de 1.550 espècies.
Es tracta d'insectes d'origen tropical però estesos en els hivernacles de tot el món i també a l'exterior en zones càlides i temperades. Pel fet d'atacar molt sovint plantes de jardins, terrasses i balcons de les ciutats aquestes plantes constitueixen una font de reserva per a més infestacions.
Els adults fan uns dos mil·límetres de llarg. Les ales en repòs cobreixen quasi tot el cos excepte el cap. Té ulls de color vermell fosc. Disposa d'un estilet que clava a les plantes i xucla la saba. La femella pon més de cent ous, de 0,2 mm, normalment en el dors de les fulles. La metamorfosi passa per quatre estadis nimfals de forma ovalada i plana abans de convertir-se en adults. Tot el cicle pot durar unes dues o tres setmanes depenent de la temperatura, amb un òptim entre 30 i 33° C. Hi pot haver 10 generacions de mosques blanques o més en un any.

## Algunes espècies
Les espècies més comunes són:
- Trialeurodes vaporariorum (espècies hostícoles i ornamentals)
- Aleurocanthus woglumi
- Bemisia argentifolii (molts hostes)
- Bemisia tabaci  (molts hostes)
- Aleyrodes proletella (diverses espècies de brassicàcies)